# TMSR-LF1
TMSR-LF1 (кит. упр. 液态燃料钍基熔盐实验堆) — исследовательская атомная электростанция мощностью 2 МВт на основе расплава солей с использованием тория в качестве основного топлива, расположена на северо-западе Китая, к северу от города Увэй провинции Ганьсу. Эксплуатируется Шанхайским институтом прикладной физики Китайской академии наук. Была введена в эксплуатацию в 2023 году.   
TMSR-LF1 стал первым жидкосолевым ториевым реактором (TMSR) в Китае. И первой подобной стацией с 1969 года (когда был построен MSRE ORNL).

## История
На заре становления ядерной энергетики имелись работы по развитию реакторов с использованием тория, которые имею ряд преимуществ. Однако XX веке возобладали урановые реакторы. В итоге небольшое количество экспериментальных ториевых реакторов были закрыты, так и дойдя до коммерческой эксплуатации. После этого многие годы не было построено ни одной станции подобного типа. И почти все последующие реакторы стали использовать в качестве топлива уран и воду вместо расплавленной соли и тория.
В январе 2011 года в Китае запустили исследовательскую программу по жидкосолевым ториевым реакторам.
В 2018 году недалёко от месторождения тория в Китае был дан старт строительству ториевого реактора. Стоимость строительства оценивалось в 22 млрд юаней (около 2,8 млрд евро). Для этого типа реактора не требуется вода для теплоотведения, что дало возможность построить TMSR-LF1 в пустыне Гоби, в отличие то большинства китайских АЭС расположенных на побережье. В 2021 году строительные работы были завершены.
7 июня 2023 года Надзорный орган по ядерной безопасности Китая выдал разрешение на эксплуатацию первого в стране ториевого реактора, что стало важной вехой страны на пути к созданию передовых ядерных технологий. В октябре 2023 года реактор был выведен на минимально контролируемый уровень мощности, а на номинальную мощность — в июне 2024 года. Реактор, расположенный в пустыни Гоби, начал проходить испытания в течение нескольких последующих лет. В случае положительных результатов в Китае запланировали построить еще один такой реактор уже большей мощности. В 2024 году в Китае заявили, что в 2025 начнут строительство уже коммерческого реактора на основе тория, что должно первый в мире подобным проектом.